# Chromolaena impetiolaris
Chromolaena impetiolaris là một loài thực vật có hoa trong họ Cúc. Loài này được (Griseb.) Nicolson mô tả khoa học đầu tiên năm 1987.